# غرور (فیلم ۱۹۵۲)
غرور (به هندی: Aan) فیلمی محصول سال ۱۹۵۲ و به کارگردانی محبوب خان است. در این فیلم بازیگرانی همچون دیلیپ کومار، نیممی، پریم نات، نادیرا، مراد ایفای نقش کرده‌اند.